# José Miranda González
José Miranda González (Gijón, España, 22 de julio de 1903- Sevilla, España, 27 de noviembre de 1967) fue un historiador español radicado en México. Sus obras abarcaron la historia de Nueva España, destacando sus estudios sobre la historia económica de dicho periodo, sobre todo del tributo indígena.

## Vida
Fue doctor en Derecho y Ciencias Sociales por la Universidad de Madrid. Debido a la guerra civil española emigró a Chile, donde continuó sus actividades académicas. En 1943 arribó a México para iniciar labores en la UNAM.
Se desempeñó como profesor en el Centro de Estudios Históricos de El Colegio de México enseñando historia colonial. El Colegio de México le encomendó un trabajo de investigación sobre el tributo indígena en la época colonial, lo cual le permitió aprender sobre México que salió a la luz en 1952 con el nombre de El tributo indígena en el siglo XVI y fue la culminación de su trabajo en la institución.

## Obras más importantes
- Notas sobre la introducción de la Mesta en Nueva España (1944)
- La función del encomendero en Nueva España (1532-1541)
- El tributo indígena en la Nueva España en el siglo XVI (1952)